# SpVgg Bayern Hof
Lo Spielvereinigung Bayern Hof è una squadra di calcio tedesca con sede nella città di Hof, in Baviera. Gioca le partite casalinghe nello Stadion Grüne Au, e nella stagione 2015-2016 milita nell'Oberliga Bayern, uno dei gironi che costituiscono la quinta serie del calcio tedesco.

## Storia
La squadra viene promossa nel 1944 nella Gauliga Bayern, una delle sedici massime divisioni create dal regime nazista, mentre nel dopoguerra torna a giocare nei campionati locali; questo almeno fino al 1959, quando arriva nell'Oberliga Süd.
Nel 1963 nasce in Germania Ovest la Bundesliga, ma il club non si riesce a qualificare; si trova così a giocare in una delle seconde divisioni appena create, la Regionalliga Süd. Vince questo campionato nel 1968 e si classifica secondo nel 1967 e nel 1972, ma la promozione sfuma sempre ai play-off.
Nel 1974 nasce invece la Zweite Bundesliga, e il Bayern Hof prende parte alla prima edizione del torneo. Si classifica quarto in questo torneo, mentre nei successivi tre campionati non va oltre la metà della graduatoria, prima di retrocedere nel 1978.
In seguito il club staziona tra la terza e la quarta serie negli anni ottanta, prima di stabilizzarsi al quarto livello nei due decenni successivi; l'ultima retrocessione del 2014 porta il Bayern Hof a disputare l'Oberliga Bayern.

## Palmarès

### Competizioni nazionali
- Fußball-Regionalliga: 1

1967-1968 (Regionalliga Süd)

### Altri piazzamenti
- Fußball-Regionalliga:

Secondo posto: 1966-1967 (Regionalliga Süd), 1971-1972 (Regionalliga Süd)